# Giulio Bechi
Giulio Bechi, noto anche con lo pseudonimo di Miles (Firenze, 20 agosto 1870 – Gorizia, 30 agosto 1917), è stato un ufficiale e scrittore italiano.

## Biografia

### Dal 1870 al 1895

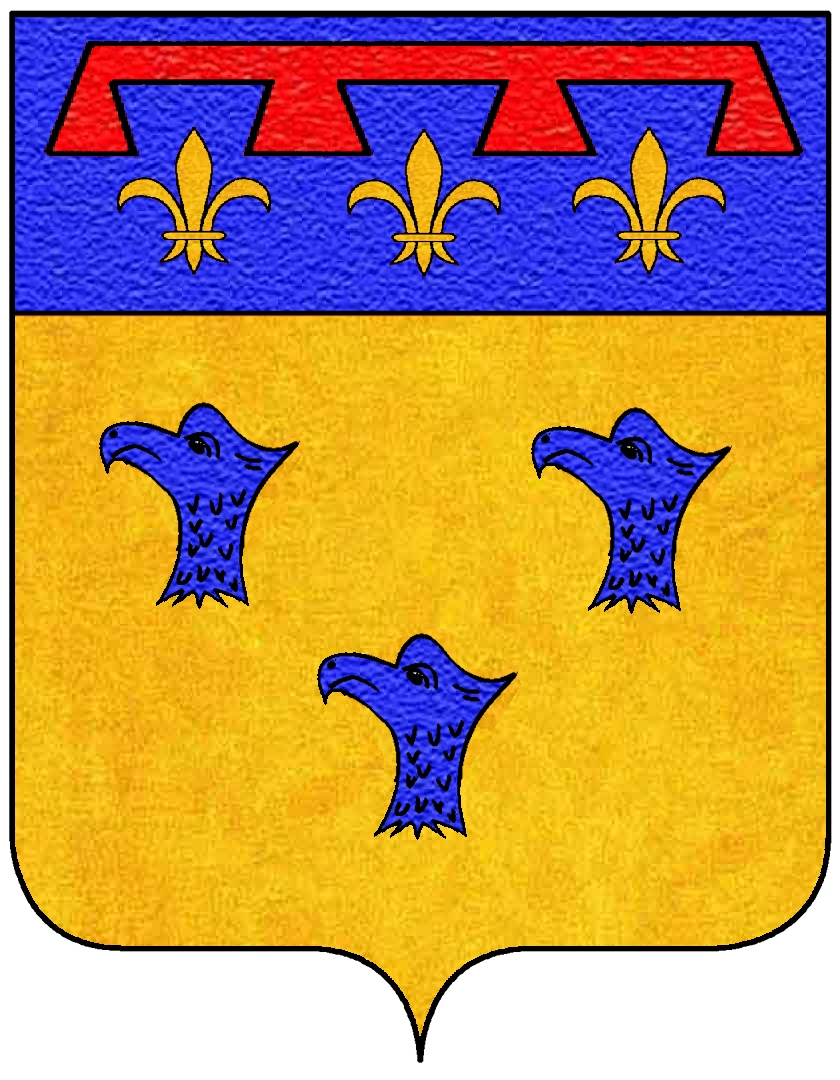
Stemma della Famiglia Bechi

Giulio Bechi, figlio di Giovanni Bechi e di Giulia Cortini, nacque a Firenze il 20 agosto 1870, da una famiglia di piccola nobiltà, ma di grandi tradizioni patriottiche e militari.
Un suo zio, Stanislao Bechi, ufficiale meritandosi la Medaglia d'Argento al Valor Militare sul campo per le battaglie di Curtatone-Montanara e Goito (29-30 maggio 1848), nel 1863 era morto combattendo per la libertà della Polonia, nella cosiddetta Rivolta di gennaio, insieme ai garibaldini di Francesco Nullo, suscitando vasta eco nell'opinione pubblica polacca ed italiana.
Compì gli studi presso le Scuole Pie, dove ebbe una educazione cattolica, ed il Liceo classico statale Galileo di Firenze, ed ebbe come insegnante liceale Ermenegildo Pistelli, che gli fu sempre vicino come supporto spirituale e gli fece un vivido ritratto letterario: di "un ragazzo dall'aria mite, quasi verginale," diventato "uomo" nel duro apprendistato militare e nella sua quotidiana polemica contro l'establishment di un esercito che avrebbe voluto diverso.

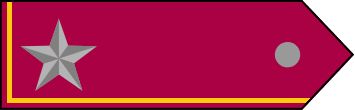
Mostrina del Reggimento Allievi della Scuola Militare di Modena

Mostrina del 67º Reggimento Fanteria della Brigata Palermo

Ispirato dalla carriera militare dello zio Stanislao, che fu l'ispirazione del nome di Lao (Stanislao) al protagonista dei suoi romanzi, entrò appena diciottenne, il 13 novembre 1888, volontario nel 28º Corso (1888-1890) della Scuola Militare di Modena del Regio Esercito, divenendo nel 1890 Sottotenente e trasferito al 67º Reggimento Fanteria della Brigata Palermo, con sede prima ad Agrigento e poi, nel 1892, a Firenze; nel 1894 fu promosso Tenente.
Ma la vita militare, in questa fase, non gli era confacente e gli fu però d'ispirazione per i primi suoi scritti letterari, che scrisse usando lo pseudonimo "Miles".

### Dal 1895 al 1896 (Campagna d'Africa Orientale)
Dal dicembre 1895 al giugno 1896 fu inviato in Eritrea ed in Etiopia, col XXXVII Battaglione Fanteria d'Africa, per la Campagna d'Africa Orientale, dove raccolse spunti e idee per suoi "bozzetti e scarabocchi" africani, che pubblicò a Firenze nel 1898 col titolo "Fra il bianco e il nero", suo primo libro.

### Dal 1899 al 1900 (Campagna contro il Banditismo sardo)
Nel 1899 fu inviato in Sardegna, nei Circondari di Nuoro e di Ozieri, col 67º Reggimento Fanteria della Brigata Palermo, in affiancamento ai Carabinieri Reali, per la repressione del banditismo sardo; qui fu attratto dal substrato sociale ed antropologico e dall'approccio che il "Governo italiano" aveva per l'estirpazione del "banditismo", che culminò con gli arresti di massa (circa un migliaio di arrestati) che si ebbero nella notte tra il 14-15 maggio 1899, definita dallo stesso Bechi come "Notte di San Bartolomeo", e con la "Battaglia" della Boscaglia di Morgogliai a 30 km da Orgosolo ed Oliena, il 9-11 luglio 1899, essendo Bechi operante con la III Compagnia, e la strategia di terrore messa in atto dal Governo Pelloux I, che pose in stato di assedio l'intera Barbagia ed il Supramonte, nel tentativo di creare il vuoto attorno ai latitanti.
Queste azioni, che condivideva, seppur impressionandolo, gli fecero scrivere l'agile e felice, seppur bozzettistico, "Caccia grossa: scene e figure del banditismo sardo", che pubblicò a Milano nel 1900.
Giulio Bechi non affondò affatto (come volle far credere) il coltello nella piaga del banditismo sardo: il suo libro non è nulla più che una riuscita descrizione d'ambiente, una raccolta d'impressioni vivaci, ma superficiali e disordinate; se qualche volta, sembra sul punto di affrontare "le questioni grosse" le lascia subito per mostrare al lettore "una magnifica collezione di facce".
E, tuttavia, bastarono pochi accenni alle condizioni miserabili dell'isola "dimenticata", alla trama di collusioni di interessi su cui poggiava il fenomeno del banditismo, per scatenare contro il suo libro e contro sé stesso una reazione violentissima.
Il libro ebbe numerose ed apprezzate critiche tra i "continentali", mentre suscitò un'ondata di aspre polemiche e proteste tra gli "isolani", che lo additarono "come calunniatore malizioso della Sardegna", che ebbero come acme una sfida a duello per aver «parlato male delle donne sarde», che fu punita dal ministero della guerra con una denuncia ad una Commissione di Disciplina, che gli inflisse, anche per placare l'opinione pubblica e le varie proteste dei Deputati sardi, 2 mesi di arresti nella Fortezza di Santa Maria in San Giorgio del Belvedere di Firenze.
Ma ciò non fece altro che far acquistare a Giulio Bechi una certa notorietà ed il libro esaurì in breve tempo numerose edizioni.
Nonostante l'incarceramento, e nonostante l'urto provocato nella sua coscienza, aperta alle nuove idee, dall'impiego del Regio Esercito nella repressione dei primi moti socialisti, Giulio Bechi continuò a credere nella "grandezza della missione" del soldato e volle persistere nella carriera di ufficiale.

### Dal 1900 al 1912
Nell'estate 1900 il 67º Reggimento Fanteria della Brigata Palermo si trasferì a Treviso.
Nel 1901 Giulio Bechi fu messo in aspettativa per infermità temporanea non proveniente dal servizio.

Mostrina del 22º Reggimento Fanteria della Brigata Cremona

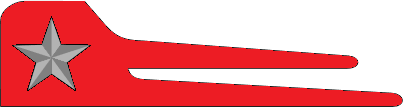
Mostrina della Fanteria Fuori Corpo

Nel 1902, ancora in aspettativa, viene prima (il 24 marzo 1902) ammesso alla nuova occupazione operativa e poi (il 1º aprile 1902) richiamato in servizio presso il 22º Reggimento Fanteria della Brigata Cremona, con sede a Pisa.

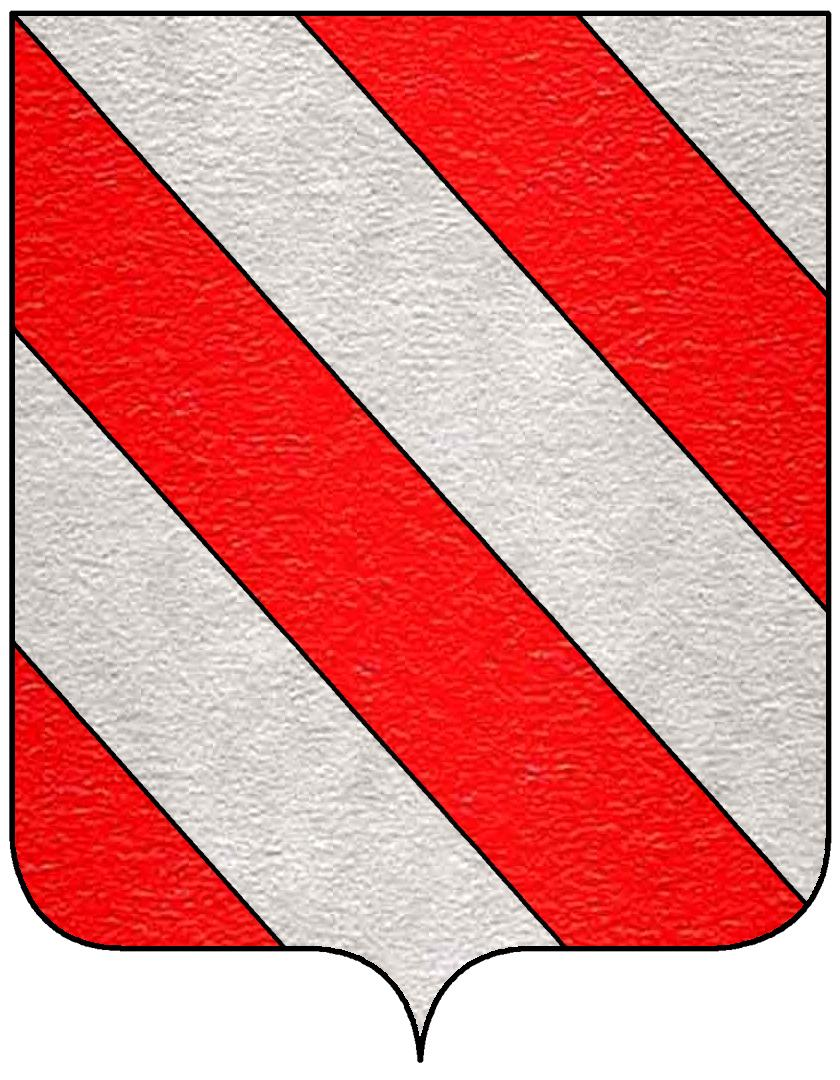
Stemma della Famiglia Luserna

All'inizio del 1904 si sposò con la piemontese Albertina Luserna dei Conti di Luserna e Signori di Campiglione, da cui nacque, il 21 dicembre 1904 a Spoleto, il figlio Giovanni Alberto Bechi poi Bechi Luserna, futuro ufficiale paracadutista pluridecorato al Valor Militare e martire a causa del nazifascismo il 10 settembre 1943.
Ma la politica riformistica giolittiana e, soprattutto, l'impresa di Libia sembrarono placare lo slancio apostolico-letterario nazionale di Giulio Bechi, reagendo dapprima solo sul piano dell'humour, descrivendo, in operette giocose di scarso impegno (La gaia brigata (1904); I racconti di un fantaccino (1906)), episodi di vita militare.

Mostrina del 17º Reggimento Fanteria della Brigata Acqui

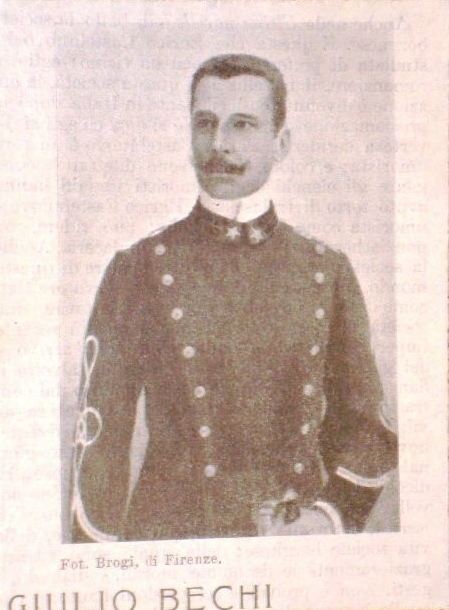
Giulio Bechi in uniforme da Tenente, con mostrine della Fanteria Fuori Corpo, del Regio Esercito italiano nel 1906

Nel 1906 fu promosso Capitano e trasferito al 17º Reggimento Fanteria della Brigata Acqui, con sede a Chieti, ma, poco dopo (il 17 giugno 1906), è di nuovo collocato in aspettativa speciale, anche in conseguenza delle sue polemiche sull'assetto del Regio Esercito e la formazione del soldato, iniziando un proficuo periodo letterario, in cui i temi militari e sociali furono preminenti.

Mostrina del 31º Reggimento Fanteria della Brigata Siena

Il 1º novembre 1910, essendo in aspettativa speciale a Napoli, fu richiamato in servizio presso il 31º Reggimento Fanteria della Brigata Siena, con sede a Cuneo.
Le difficoltà incontrate nel chiuso ambiente militare lo indussero a dedicarsi tutto alla sua opera di scrittore, col fervore e l'entusiasmo di chi concepiva anche la letteratura come "milizia".
Chiesta un'aspettativa, tracciò il piano di un'ambiziosa "trilogia", che doveva descrivere e sostenere l'opera di quei pochi "apostoli" dell'ideale che soli avrebbero potuto condurre "Verso una più grande Italia"; tale era il titolo della "trilogia", che rimase incompiuta: uscirono solo Lo spettro rosso (1909) e, più tardi, I seminatori (1914), opere diseguali in cui la fresca vena narrativa dell'Autore di Caccia grossa (1900) era soffocata dall'ambizioso intento morale ispirato ai motivi nazionalisti e tradotto in una forma spesso retorica.
Di questi anni è anche Il capitano Tremalaterra (1910) dove al medesimo intento morale porge migliori occasioni la satira di un certo militarismo africanista.

### Dal 1912 al 1912 (Guerra Italo-Turca)

Mostrina del 30º Reggimento Fanteria della Brigata Pisa

Trasferito al 30º Reggimento Fanteria della Brigata Pisa, con sede a Nocera Inferiore (SA), per la Guerra Italo-Turca, nel marzo 1912, fu inviato in Tripolitania ottomana, partendo in nave da Napoli e sbarcando a Tobruk, partecipando successivamente, il 12 maggio 1912 al fatto d'arme di Uadi Aùda (Tobruk), dove fu decorato con la Medaglia di Bronzo al Valor Militare e del cavalierato dell'Ordine della Corona d'Italia.

### Dal 1912 al 1915
Se in Tra il bianco e il nero (1898) egli aveva studiato la vita dei nostri ufficiali in colonia e con Caccia grossa (1900) ed I Seminatori (1914), aveva acquistato bella fama di narratore abile ed efficace ed aveva anche affrontato e discusso, con coraggiosa sincerità, importanti ed appassionanti problemi militari e sociali, nei I racconti di un fantaccino (1906) aveva mostrato, con molta arte, la necessità di dare al soldato una coscienza ed una fede.
Caccia grossa (1900) gli procurò molti ambìti consensi di scrittori insigni e di maestri, quali Edmondo De Amicis e Mario Corsi, in Lo spettro rosso (1909) denunciò un pericolo sovversivo che avrebbe minato la vita nazionale avendo vasta eco, e con I seminatori (1914), suo romanzo più conosciuto, ispirato a ideali di tipo nazionalista ricevette l'apprezzamento anche di Benedetto Croce, che fu anche suo amico, e che ne dà un giudizio favorevole ed in generale dell'opera letteraria del Bechi, specialmente della Caccia grossa (1900), sebbene distingua tra la parte "programmatica e apologetica" del libro e la parte più propriamente artistica e drammatica ed anche riguardo alla concezione dell'esercito che doveva assumere compiti morali e civili, anziché essere semplice strumento di cieca obbedienza, un esercito nazionale come strumento non solo tecnico-militare e di obbedienza esecutiva, ma anche di formazione di una coscienza morale e civile del popolo in armi.
Ma non ebbe solo giudizi positivi.
Nella lettera del 30 aprile 1914 che Emilio Cecchi scrive a Giovanni Boine si legge: "Con che animo vuoi fare articoli, quando stronchi in dieci righe un porcaio come il libro del Bechi, "I Seminatori" e poi viene un cialtrone come B. Croce, e sul "Giorn. d'Italia" lo esalta? L'autorità sua, adoprata qui in mala fede, prevale, e ti dà lo schifo d'un lavoro già schifosetto di suo."

### Dal 1915 al 1917 (Prima Guerra Mondiale)
Allo scoppio Prima guerra mondiale per il Regno d'Italia, il 24 maggio 1915, Giulio Bechi fu mobilitato per il Fronte italiano, col grado prima di Capitano poi di Maggiore e di Tenente Colonnello (dall'aprile 1916), nonostante le sue insistenze per essere mandato al fronte, fu inviato a prestare servizio presso la Sezione Stampa della 4ª Sezione "Informazioni" dell'Ufficio "I - Informazioni" del Riparto "Operazioni" del Comando Supremo Militare Italiano, sito nel Liceo classico Jacopo Stellini in Piazza Umberto I (oggi Piazza 1º Maggio) di Udine.
Il 23 febbraio 1917 si costituì a Barcon (TV), dove iniziò il suo addestramento bellico, il 254º Reggimento Fanteria della neonata Brigata Porto Maurizio, che venne assegnata alla 57ª Divisione.

Mostrina del 254º Reggimento Fanteria della Brigata Porto Maurizio

Il 6 marzo 1917, Giulio Bechi, investito degli incarichi del grado superiore, come Tenente Colonnello con (i.g.s.), assunse il comando del 254º Reggimento Fanteria della Brigata Porto Maurizio, formato da giovanissimi soldati, ai quali si dedicò con slancio e che cercò di plasmare secondo le idee che aveva sempre propagandato.
Giulio Bechi creò anche il motto reggimentale: "Con lieto animo"
Il 16 aprile 1917 la Brigata Porto Maurizio venne destinata in zona operativa di guerra ed iniziò il trasferimento a marcia, raggiungendo durante la 1ª tappa: Cittadella, Borgo Vicenza e Fontaniva.
Il 18 aprile 1917, alla fine della 2ª tappa, si acquartierò a: Vallonara, Caribollo, Pedalto, San Michele, Valrovina e Pradipalto.
Il 22 aprile 1917 si dislocò tra Stoccaredo, Zaibena e Campi di Mezzavia.
Dal 5º Reggimento Bersaglieri prese in consegna i lavori di sistemazione della strada Fontanella – Turcio, quelli del Raccordo Campanella, Campomulo e sistemando a difesa la Testata di Val Melago, nella zona dell'Altipiano dei Sette Comuni.
Dal 30 aprile 1917 al 3 maggio 1917 il 254º Reggimento Fanteria si spostò nei baraccamenti lasciati dal 112º Reggimento Fanteria della Brigata Piacenza a Camona (Asiago) ed a Val Ghelpak: la Brigata Porto Maurizio assunse la difesa del Settore che si estendeva da "Casa Gialla" di Camporovere a Monte Catz.

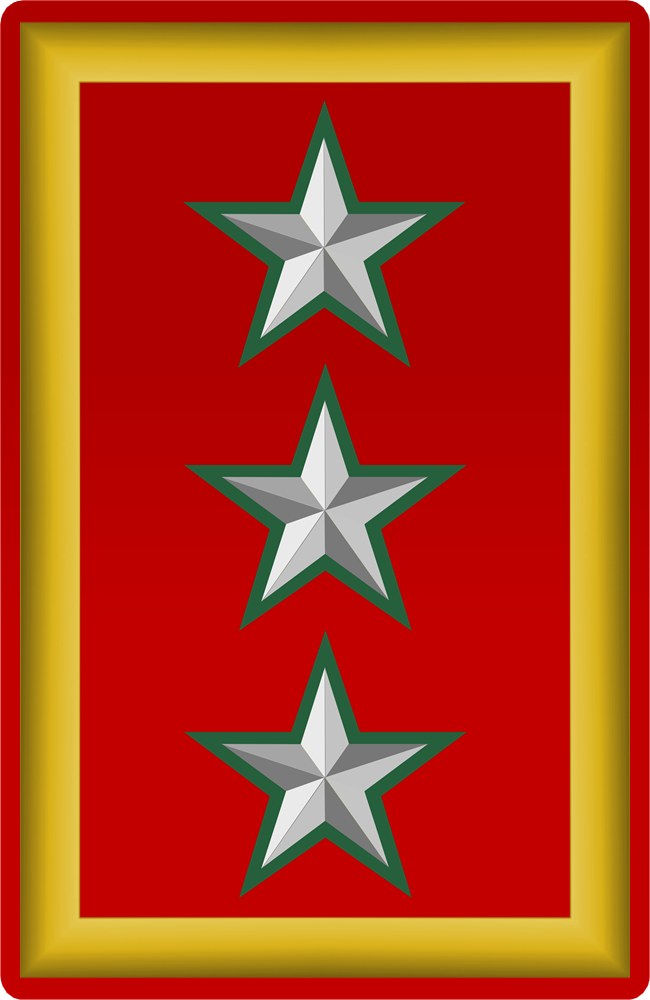
Grado di Colonnello in comando di Reggimento

Nel giugno 1917 Giulio Bechi fu promosso Colonnello.
Fino all'8 giugno 1917 il 254º Reggimento Fanteria si alternò nel presidio delle trincee e nei lavori stradali, quando furono chiamati ad agire contro le postazioni nemiche sul Monte Rasta.
Fu il suo battesimo del fuoco.

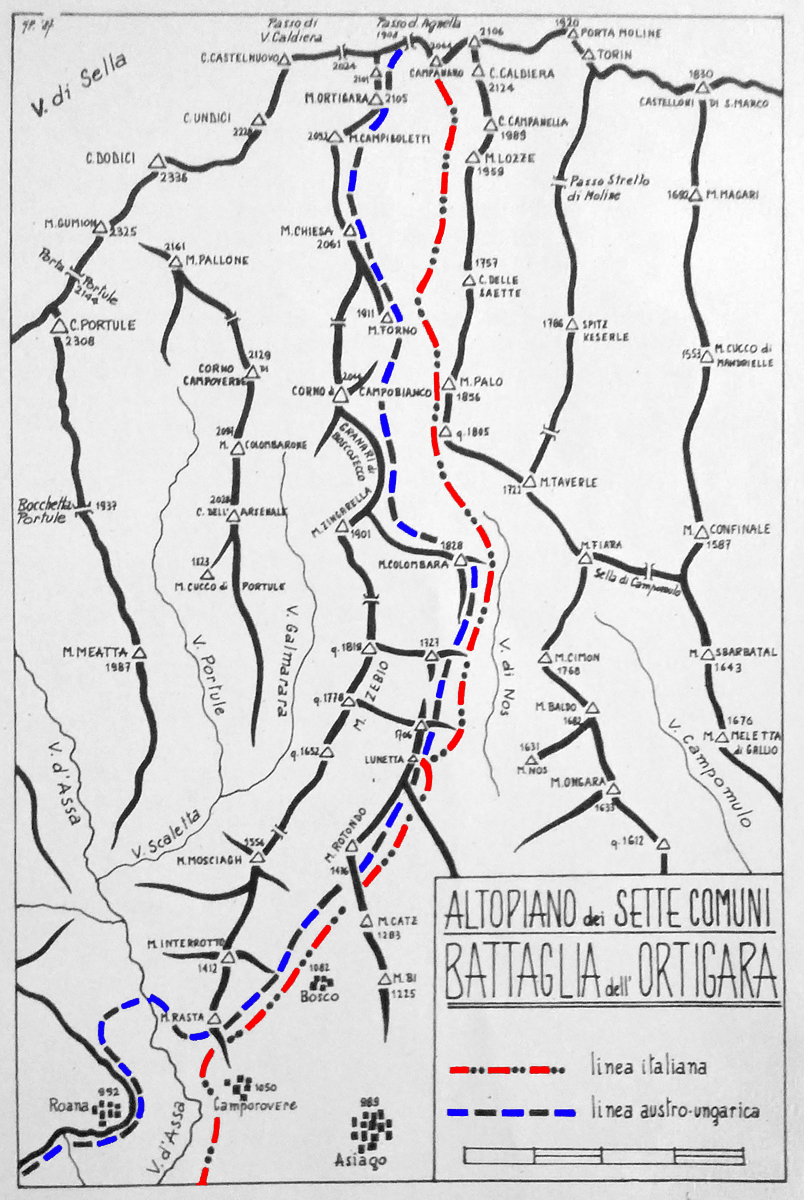
Mappa delle Linee di Fronte durante la Battaglia del Monte Ortigara

Il 254º Reggimento Fanteria era posizionato nelle trincee di: Casa Vescovi - Acquedotto - Buscar - Elemento "Gamma" - Elemento "Beta".
Il 10 giugno 1917, partecipò alla Battaglia del Monte Ortigara, nel Settore Sud: il Battaglione d'Assalto della Brigata Porto Maurizio ed il I Battaglione del 254º Reggimento Fanteria iniziarono le operazioni per il possesso del Monte Rasta.
Le prime ondate, malgrado la reazione violenta dell'artiglieria nemica, riuscirono ad occupare la "Vecchia Trincea", ma non potettero procedere oltre, non avendo le truppe operanti sull'ala destra (25ª Divisione) e sull'ala sinistra (30ª Divisione) potuto minimamente avanzare, per la mancanza di varchi nei reticolati nemici.
Il Battaglione d'Assalto, rimasto a presidiare la "Vecchia Trincea", per ordine della 57ª Divisione, nella notte dell'11 giugno 1917, rientrò nella linea di partenza.
L'azione fu sospesa la sera del 10 giugno 1917, ripresa il 18 giugno 1917, continuò per tutta la giornata del 19 giugno 1917; malgrado i tenaci sforzi, le truppe italiane non riuscirono ad infrangere l'accanita resistenza austro-ungarica; il III Battaglione del 254º Reggimento Fanteria, intanto operò con le truppe d'attacco della 30ª Divisione, alla cui dipendenza tattica era passato.
Questo primo impegno, di 3 giorni di combattimento, sotto il fuoco nemico, comportò per la Brigata Porto Maurizio la perdita di 14 ufficiali (3 morti, 13 feriti) e 496 soldati (109 morti, 387 feriti), mentre il 254º Reggimento Fanteria la perdita di 9 ufficiali (2 morti, 7 feriti) e 354 soldati (65 morti, 289 feriti).
Dal 24 al 25 luglio 1917 la Brigata Porto Maurizio fu sostituita dalla Brigata Pisa, retrocedendo ad Enego (VI) per un periodo di riordino.
Il 12 agosto 1917 la Brigata Porto Maurizio venne destinata al fronte isontino, iniziando il trasferimento in ferrovia e raggiungendo Tavagnacco presso Udine; il 15 agosto 1917, per via ordinaria, si spostò nella zona Corneglons – Selvis; il 19 agosto 1917 si accampò dopo il bivio di Cividale del Friuli, Cormons, strada di San Giovanni di Manzano; il 23 agosto 1917 compì l'ultima tappa e si sistemò in località Spessa, ad est di Cormons (GO).
Passata alle dipendenze della 48ª Divisione, e sostituì, nella notte sul 24 agosto 1917, la Brigata Taranto (143º-144º Reggimento Fanteria) lungo il tratto di fronte Corno della Selletta – Cuore – Belpoggio, ad est di Gorizia, collegandosi a sinistra con la 24ª Divisione ed a destra con la Brigata Piemonte (3º-4º Reggimento Fanteria).
La Brigata Porto Maurizio fu impegnata nelle ultime battute dell'Undicesima battaglia dell'Isonzo (17-31 agosto 1917), tra il 28 ed il 29 agosto 1917: ciò sarebbe costata alla Brigata Porto Maurizio la perdita di 55 ufficiali (14 morti, 1 disperso, 40 feriti) e 1.050 soldati (84 morti, 232 dispersi, 734 feriti), mentre il 254º Reggimento Fanteria la perdita di 27 ufficiali (5 morti, 22 feriti) e 569 soldati (39 morti, 114 dispersi, 416 feriti).
Il mattino del 28 agosto 1917, dopo un'efficace preparazione di artiglieria e di bombarde, il 254º Reggimento Fanteria della Brigata Porto Maurizio (Colonnello Luigi Franchini), appartenente alle truppe del Settore "Di Benedetto" di pertinenza della 48ª Divisione (Maggior Generale Giovanni Cattaneo) del VIII Corpo d'Armata (Maggior Generale Francesco Grazioli) della 2ª Armata (Tenente Generale Luigi Capello), mosse all'attacco delle ben difese posizioni nemiche di Quota 193; malgrado il fuoco violento delle mitragliatrici e dell'artiglieria di piccolo e medio calibro, i fanti del 253º Reggimento Fanteria occuparono la prima trincea nemica, ma il loro entusiasmo s'infranse davanti ai reticolati nemici della seconda linea di trincee, ancora intatti.
Il 254º Reggimento Fanteria, passato temporaneamente alla dipendenza tattica della Brigata Bergamo, non essendo riuscito a togliere al nemico il Costone degli Ovuli per poi avanzare verso Quota 163, per ordine ricevuto, s'incastrò fra Quota 174 ed il Costone predetto, avanzando a mezza costa del Costone di Quota 174 Est, a nord del Monte San Marco, e riuscendo a schierarsi nella stessa trincea occupata dal Reggimento fratello.
Le truppe austro-ungariche furono più tenaci che mai; alle ore 15:00 iniziò un tiro furioso di artiglieria sulle posizioni occupate per costringere le truppe italiane alla ritirata.
Il Colonnello comandante del 254º Reggimento Fanteria, Giulio Bechi, diresse personalmente l'attacco, alla testa dei suoi fanti, nelle prime file; al segnale di avanzare, per primo si lanciò avanti, incitando ufficiali e soldati ad avere fede nel successo.
Un fuoco terribile di sbarramento fu aperto dalla parte nemica; in breve quasi tutti (n° 27) ufficiali caddero morti (n° 5), tra cui l'Aiutante Maggiore in seconda, Tenente di Complemento Carlo Botti (M.B.V.M.) ed il Tenente di Complemento Domenico Impastato, o feriti (n° 22), tra cui i Comandanti del II Battaglione (Maggiore Ottorino Ortore) e del III Battaglione (Maggiore Giulio Scarapecchia).
Noncurante del pericolo, il Colonnello Giulio Bechi percorse instancabile tutta il fronte d'attacco, per imprimere alle sue truppe lo slancio necessario per il raggiungimento del difficile obiettivo, allorché un proiettile d'artiglieria scoppiò a qualche passo da lui.
Fu visto barcollare e cadere al suolo; molteplici, gravi ferite straziavano il suo corpo.
Raccolto, ebbe le prime cure in una caverna vicina, e pur tra gli spasimi più atroci, non ristette dal chiedere notizie dell'azione e dall'incitare i suoi ad andare avanti.
Trasportato nell'Ospedaletto da Campo n° 158 (da 50 posti) dell'8ª Compagnia di Sanità (Firenze), di stanza operativa a Gorizia, dopo 36 ore di agonia, il 30 agosto 1917, morì.

### Dopo il 1917
Alla sua memoria fu conferita la Medaglia d'Argento al Valor Militare, con Decreto Luogotenenziale del 22 novembre 1917, commutata in Medaglia d'Oro al Valor Militare, con Decreto Luogotenenziale del 13 giugno 1918.
Il suo nome fu anche inserito nell'"Albo d'Oro dei Militari Caduti nella Guerra Nazionale 1915-1918", edito dal Ministero della guerra, a partire dal 1924, Volume n° 23, Pag. 901.
Giulio Bechi, dal 1938 è sepolto nel Sarcofago di marmo nero situato al centro della torre centrale del Monumento Ossario Militare di Oslavia di Gorizia (GO), dove sono custodite le salme di 13 Caduti, decorati di Medaglia d'Oro al Valor Militare.

## Onorificenze
A Giulio Bechi gli furono intitolate anche:
- Via Giulio Bechi, 09134 Cagliari (CA)
- Via Giulio Bechi, 50141 Firenze (FI)
- Via Giulio Bechi, 50055 Lastra a Signa (FI)
- Via Giulio Bechi, 72023 Mesagne (BR)
- Via Giulio Bechi, 20126 Milano (MI)
- Via Giulio Bechi, 97100 Ragusa (RG)
- Via Giulio Bechi, 00197 Roma (RM)
- Scuola dell'Infanzia Comunale "Giulio Bechi" - Via Pisana n° 771, 50142 Firenze (FI)
- Scuola Primaria Statale "Giulio Bechi" - Via Giuliano Bugiardini n° 27, 50143 Firenze (FI)
- Lapide marmorea al Colonnello Giulio Bechi M.O.V.M., posta presso la Caserma Carabinieri "Generale Carlo Corsi M.A.V.M.", sede del Comando Provinciale dei Carabinieri di Firenze, in Via Borgo Ognissanti n° 48 - 50123 Firenze (FI), nella parete esterna del loggiato-corridoio interno (lato destro) d'ingresso della Caserma sul lato destro e prospiciente l'ingresso della Caserma ed il Corpo di Guardia[32][33]
- Lapide marmorea al Colonnello Giulio Bechi M.O.V.M., posta presso la Caserma "Sottotenente Ugo Bartolomei M.O.V.M.", sede della Scuola di Fanteria dell'Esercito Italiano di Cesano, in Via della Stazione di Cesano n° 423 - 00123 Cesano di Roma (RM), nella parete di sinistra dell'androne d'ingresso[34][35]
- Nome del Colonnello Giulio Bechi M.O.V.M. nel Lapidario marmoreo ai Caduti dell'Accademia Militare - Colonna 35 - Parete D - Guerra 1915-1918, posto nel Palazzo Ducale di Modena, sede dell'Accademia Militare di Modena, in Piazza Roma n° 15 - 41121 Modena (MO), nell'androne di accesso al Cortile d'Onore del Palazzo Ducale, racchiuso tra il portone d'accesso al Palazzo ed il cancello in ferro battuto opera di fabbri bresciani, inaugurato il 3 novembre 1929[36][37]

## Opere
- (IT)  Tra il bianco e il nero. Bozzetti e scarabocchi, Bemporad, Firenze, 1898, con lo pseudonimo di Miles
- (IT)  Caccia grossa: scene e figure del banditismo sardo, Società Anonima Editrice La Poligrafica, Milano, 1900 e 1901 / Società Anonima Fratelli Treves Editori, Milano, 1914 / Madella, Sesto San Giovanni, 1915, con lo pseudonimo di Miles
- (IT)  La fuga dell'Amore, Società Anonima Editrice La Poligrafica, Milano, 1901, con lo pseudonimo di Miles
- (IT)  Beppino 101. Scene di vita militare, in: "La Lettura. Rivista mensile del Corriere della Sera", Milano, Anno III, n° 3 del marzo 1903, Pagg. 13-21
- (IT)  La gaia brigata, Società Anonima Fratelli Treves Editori, Milano, 1904
- (IT)  Pennacchi e galloni, in: "La Lettura. Rivista mensile del Corriere della Sera", Milano, Anno VI, n° 3 del marzo 1906, Pagg. 224-230
- (IT)  I racconti di un fantaccino (con 64 fotografie del Capitano Carlo Gastaldi), Società Anonima Fratelli Treves Editori, Milano, 1906 e 1915
- (IT)  L'ispezione. Novella, in: "La Lettura. Rivista mensile del Corriere della Sera", Milano, Anno VII, n° 7 del luglio 1907, Pagg. 549-556
- (IT)  Patria ed armi. Ai soldati, al popolo, Stabilimento Tipografico Giuseppe Cesari, Ascoli Piceno, 1907
- (IT)  Dal tramonto della casta all'alba della nazione armata. Note sulla crisi militare, in: "Rassegna Contemporanea", Stabilimento Tipografico Cappelli, Rocca San Casciano (PC), Anno I, n° 3 del 1908, Pagg. 34-42
- (IT)  Lo spettro rosso. Romanzo, Società Anonima Fratelli Treves Editori, Milano, 1909
- (IT)  La piccola amica di Antonicu Sotgiu, in: "La Lettura. Rivista mensile del Corriere della Sera", Milano, Anno X, n° 3 del marzo 1910, Pagg. 206-212
- (IT)  Il Capitano Tremalaterra. Romanzo giocoso, Società Anonima Fratelli Treves Editori, Milano, 1910
- (IT)  Una donna! Una donna! Novella, in: "Nuova Antologia. Rivista di lettere, scienze ed arti", Roma, 1914, Serie 5, V. 171, Pagg. 64-70
- (IT)  Moia! Moia! Novella, in: "La Lettura. Rivista mensile del Corriere della Sera", Milano, Anno XIV, n° 5 del maggio 1914, Pagg. 403-410
- (IT)  Un incidente internazionale. Novella, in: "La Lettura. Rivista mensile del Corriere della Sera", Milano, Anno XIV, n° 10 dell'ottobre 1914, Pag. 895-899
- (IT)  I seminatori. Romanzo, Società Anonima Fratelli Treves Editori, Milano, 1914
- (IT)  I racconti del bivacco, Società Anonima Fratelli Treves Editori, Milano, 1914
- (IT)  Soldati. Versi, in: "Nuova Antologia. Rivista di lettere, scienze ed arti", Roma, 1928, Serie 7, V. 262, Pagg. 308-314

Altre sue pubblicazioni su: "Il Fanfulla della Domenica", "L'Illustrazione Italiana", "Il Marzocco", "Natura ed Arte", "Il Secolo XIX", "Il Secolo XX", "La Tribuna", "Varietas".